# Canéjan
Canéjan ist eine französische Gemeinde im Département Gironde in der Region Nouvelle-Aquitaine. Die Gemeinde gehört zum Kanton Pessac-1 im Arrondissement Bordeaux. Sie liegt im näheren Einzugsgebiet der Stadt Bordeaux. Während Canéjan im Jahr 1962 noch über 510 Einwohner verfügte, zählt man aktuell 5836 Einwohner (Stand 1. Januar 2022).

## Bevölkerungsentwicklung
| Jahr                      | 1962 | 1968 | 1975 | 1982 | 1990 | 1999 | 2006 | 2016 |
| Einwohner                 | 510  | 594  | 3257 | 3380 | 4976 | 5114 | 5115 | 5520 |
| Quelle: Cassini und INSEE |      |      |      |      |      |      |      |      |

## Weinbau
Canéjan ist ein Weinbauort in der Weinbauregion Graves und gehört zur Appellation Pessac-Léognan.